# Ботсвано-зимбабвийские отношения
Ботсвано-зимбабвийские отношения — двусторонние дипломатические отношения между Ботсваной и Зимбабве. Протяжённость государственной границы между странами составляет 834 км.

## История
В течение 1980-х годов в Ботсвану прибывало большое количество партизан из Союза африканского народа Зимбабве, а также немало беженцев из этой страны. Правительство Родезии пыталось оказать давление на Ботсвану с целью обеспечить депортацию этих людей. В 1980 году Зимбабве стало независимым государством от Великобритании и заняло крайне враждебную позицию к политике апартеида в соседней Южно-Африканской Республике. Ботсвана заняла нейтральную позицию в противостоянии этих стран. Кроме того, внутренние неурядицы в этих странах поставили Ботсвану перед фактом возможности вооружённого вмешательства из этих государств.
В конце 1980-х годов, после стабилизации политической ситуации в Зимбабве, правительство Ботсваны вынудило большинство беженцев вернуться домой. В 2000 году отношения снова стали напряженными по мере разрастания масштаба кризиса в Зимбабве. Зимбабвийцы спасаясь от экономической катастрофы стали вновь массово прибывать в Ботсвану. Президент Ботсваны Ян Кхама лично симпатизировал властям Зимбабве, что благоприятно сказалось на отношении к прибывающим в страну беженцам из соседнего государства.
В феврале 2010 года отношения между странами серьезно обострились после того, как зимбабвийские военные арестовали трех сотрудников природоохранной службы Ботсваны, которые случайно пересекли территорию соседнего государства при попытке поймать льва. Несколько недель сотрудники провели в зимбабвийской тюрьме, а затем отпущены судом с наказанием в виде штрафа за незаконное пересечение границы. Подобное решение зимбабвийского суда вызвало негодование в правительстве Ботсваны: было принято отозвать военного атташе из Хараре, аналогичный ответ последовал и со стороны Зимбабве. Из Ботсваны были депортированы около 20000 зимбабвийцев, а также правительство этой страны приняло решение усилить контроль на границе между странами.
В ноябре 2017 года в Зимбабве произошёл военный переворот, президент Роберт Мугабе был взят под стражу. 16 ноября 2017 года в столице Ботсваны Габороне прошла встреча лидеров стран Сообщества развития Юга Африки, по итогам которой было принято решение не вмешиваться во внутренний конфликт в Зимбабве. 24 ноября 2017 года президент Ботсваны Ян Кхама прибыл в Хараре для участия в церемонии инаугурации нового президента Зимбабве Эммерсона Мнангагвы.